# 科爾德斯普林 (密蘇里州)
科爾德斯普林（英語：Coldspring）是位於美國密蘇里州道格拉斯縣的非建制地區。

## 歷史
科爾德斯普林的郵局於1875年設立，其後於1957年停運。

## 地理
科爾德斯普林所處的海拔為高於海平面308米（即1010英呎），而該地所採用的時區為UTC-6，即北美中部時區（CST）。同時該地設有夏令時間，為UTC-6調快一小時，即UTC-5（CDT）。